# Člunice jezerní
Člunice jezerní (Acroloxus lacustris) je drobný plicnatý plž žijící ve sladkovodních, stojatých, zarostlých, nížinatých vodách Evropy a západní Asie. Hojná je i v Česku. Žije přichycena na makrofytech, živí se periphytonem.

## Popis
Jedná se o velmi malého plže s člunkovitou, plochou, tenkostěnnou, někdy až průsvitnou ulitou s rohovým až šedožlutým zabarvením. Dlouhý, jemný a ostrý vrchol je stočen doleva. Ústí je nepravidelně, protáhle eliptické, vpředu o maličko širší než vzadu. Obústí je rovné a zostřené. Délka ulity je 6–7 mm, šířka 3,2–3,7 mm, výška 1,5–2 mm.

## Biologie
Člunice je hermafrodit. Vajíčka klade od konce února do poloviny května v závislosti na teplotě prostředí. K páření nutně potřebují tmu; při pokusech v laboratoři člunice nekladly vajíčka, pokud byly vystaveny nepřetržitému osvětlení. Ke kopulaci a kladení vajíček tedy dochází na spodní straně vodních rostlin. Klade několik snůšek za rok, přičemž v každé je několik, nejvíce 18 embryí. Dospělosti dosahuje v 18 týdnech. Umírá většinou krátce po reprodukci, člunice tedy mají jednoroční životní cyklus. Živí se periphytonem přichyceným na kamenech a hnijícími částmi makrofyt.

## Rozšíření a stanoviště
Druh je rozšířen po celé Evropě a západní Asii. Bývá hojný a jeho populace je považována za stabilní, nicméně v některých částech Evropy nastal úbytek člunic následkem ztráty vhodných stanovišť. V Izraeli druh již zcela vyhynul následkem ztráty habitatu.
Člunice se vyskytují ve sladkovodních nížinatých, stojatých nebo pomalu tekoucích vodách, jako jsou rybníky, jezera a vodní kanály. Tam žijí přichyceny na vodních rostlinách, tlejících dřevinách a případně i na ulitách větších druhů plžů. V českých podmínkách často sedává na orobincích a zblochanech.